# Guerra Civil Iemenita (2014–presente)
A Guerra Civil Iemenita é um conflito entre duas entidades que reivindicam constituir o governo iemenita, juntamente com os seus apoiantes. Os separatistas do sul e as forças leais ao governo de Abd Rabbuh Mansur Hadi, com sede em Áden, entraram em conflito com os  Houthis e as forças leais ao ex-presidente Ali Abdullah Saleh. A al-Qaeda na Península Arábica e o Estado Islâmico do Iraque e do Levante também têm realizado ataques, com a AQPA controlando faixas de território no interior e trechos da costa.
Em 22 de março de 2015, uma ofensiva dos houthis começou com combates na província de Taiz. Em 25 de março, Taiz, Mocha e Lahij caíram para os houthis e estes chegaram aos arredores de Áden, a sede do poder do governo de Hadi. No mesmo dia, Hadi fugiria do país. e  uma coalizão liderada pela Arábia Saudita lançaria operações militares, usando ataques aéreos para restaurar o antigo governo iemenita, e os Estados Unidos forneceram inteligência e apoio logístico para a campanha.
O conflito tem sido marcado por massacres, excessos e violações de direitos humanos. Condenações grandes recaem especialmente sobre a intervenção militar saudita na guerra, que causa enorme devastação e perdas de vidas civis.

## Antecedentes

### Alegações de apoio externo
Os houthis há muito são acusados de serem proxies do Irã, que compartilha sua fé xiita. Os Estados Unidos e a Arábia Saudita têm alegado que os houthis recebem armas e treinamento do Irã. Os houthis e o governo iraniano negam qualquer tipo de afiliação. A Eritreia também foi acusada de canalizar material iraniano aos houthis, bem como oferecer cuidados médicos para os combatentes feridos. O governo da Eritreia chamou as acusações de "infundadas" e afirmou após do início das hostilidades abertas que encara a crise iemenita "como um assunto interno". Documentos do Wikileaks sugerem que privadamente as autoridades norte-americanas acreditam que as alegações de apoio iraniano aos houthis foram exageradas pelo governo iemenita por motivos políticos.
O governo do Iêmen, por sua vez, tem desfrutado de apoio internacional considerável dos Estados Unidos e das monarquias árabes do Golfo. Ataques aéreos estadunidenses foram realizados regularmente no Iêmen durante a presidência de Hadi em Saná, geralmente visando a Al-Qaeda na Península Arábica. Os Estados Unidos também foi um importante fornecedor de armas para o governo iemenita, embora de acordo com O Pentágono, centenas de milhões de dólares no valor desse material está desaparecido desde que foi entregue. A Arábia Saudita forneceu ajuda financeira para o Iêmen até o final de 2014, quando a suspendeu em meio a tomada de Saná pelos houthis e sua influência crescente sobre o governo iemenita.

## Inicio do conflito
Tropas leais a Hadi entraram em confronto com aqueles que se recusaram a reconhecer a sua autoridade em uma batalha pelo Aeroporto Internacional de Áden em 19 de março. As forças do general Abdul-Hafiz al-Saqqaf foram derrotadas e o próprio al-Saqqaf supostamente fugiu para Saná. Em aparente retaliação pela derrota de al-Saqqaf, aviões de guerra supostamente pilotados por houthis bombardearam complexos de Hadi em Áden.
Após os atentados em uma mesquita em Saná em 20 de março de 2015, em um discurso televisionado Abdul-Malik al-Houthi, o líder dos houthis, afirmou que a decisão do seu grupo de mobilização para a guerra era "imperativo" nas circunstâncias atuais e que Al-Qaeda na Península Arábica e suas afiliadas - entre as quais ele inclui Hadi - seriam os alvos, ao contrário do sul do Iêmen e os seus cidadãos. O presidente Hadi declarou Áden como capital provisória do Iêmen enquanto Saná permanecesse sob controle houthi.
Além disso, no mesmo dia dos atentados na mesquita, militantes da Al-Qaeda capturaram a capital provincial de al-Houta depois de matar cerca de 20 soldados, antes de serem expulsos várias horas mais tarde.

### Acontecimentos políticos
Hadi reiterou em um discurso em 21 de março que ele era o presidente legítimo do Iêmen e declarou: "Vamos restaurar a segurança para o país e hastear a bandeira do Iêmen em Saná ao invés da bandeira iraniana". Além disso declarou oficialmente Áden como sendo a "capital econômica e temporária" do Iêmen devido à ocupação houthi de Saná, que prometeu que seria retomada.
Em Saná, o Comitê Revolucionário Houthi nomeou o major-general Hussein Khairan como novo ministro da Defesa do Iêmen e colocou-o no comando geral da ofensiva militar.

## Ofensiva no sul

### Controle de Taiz
As forças dos houthis apoiadas por tropas leais a Saleh invadiram Taiz, a terceira maior cidade do Iêmen, em 22 de março. Encontraram pouca resistência, embora os militantes houthis supostamente dispararam para o ar para dispersar os protestos. Um manifestante foi morto e outros cinco ficaram feridos. Os meios de comunicação ocidentais começaram a sugerir que o Iêmen estava resvalando em uma guerra civil uma vez que os houthis do norte enfrentavam redutos no sul.
Em Taiz, cinco manifestantes foram mortos pelos houthis e 80 ficaram feridos durante um protesto em 24 de março contra a sua presença na cidade, enquanto na cidade de Al Turba, a 80 km a sudoeste de Taiz, três manifestantes foram mortos e 12 feridos ao atacar uma posição houthi.
Em 11 de abril, tropas pró-Houthi e combatentes pró-Hadi teriam se mobilizado em torno de Taiz, com a implantação da 35ª Brigada Blindada nas ruas da cidade e milicianos anti-Houthi ocupando posições ao norte da cidade em meio a ataques aéreos da coalizão liderada pelos sauditas na área. A 22ª Brigada da Guarda Republicana foi atingida pelo ataque aéreo, assim como foi o vilarejo de Al-Dhahirah no distrito de Mawiyah, no dia seguinte.

### Avanço ocidental
Em 23 de março, as forças houthis avançaram em direção ao estratégico estreito de Bab-el-Mandeb, um corredor vital através do qual ocorre grande parte das passagens do comércio marítimo mundial. No dia seguinte, os combatentes do grupo teriam penetrado no porto de Mocha. Em 31 de março, os combatentes houthis entraram numa base militar no litoral do estreito após a 17ª Divisão Blindada do Exército do Iêmen abrir os portões e entregar armas para eles.
Em 2 de abril, Mahamoud Ali Youssouf, o ministro das Relações Exteriores de Djibuti, disse que os houthis colocaram armas pesadas e barcos de ataque rápido em Perim e uma ilha menor no estreito de Bab-el-Mandeb. Ele advertiu que as armas representavam "um grande perigo" para o seu país, para o tráfego de navegação comercial e embarcações militares.

### Batalha de Ad Dali'
As forças houthis tomaram edifícios administrativos em Ad Dali' em meio a intensos combates em 24 de março, trazendo-os mais perto de Áden. No entanto, os combatentes houthis foram rapidamente expulsos de Ad Dali' e Kirsh por forças leais a Hadi.
Os combates por Ad Dali' continuaram mesmo depois que os Houthis avançassem mais ao sul e leste. Em 31 de março, os combatentes separatistas entraram em confronto com os Houthis e unidades do exército leais a Saleh. No dia seguinte, uma brigada do exército pró-Houthi teria "desintegrado" depois de ser atacada por aviões de guerra da coalizão em Ad Dali'. O comandante da 33ª Brigada teria fugido, e grupos de tropas pró-Houthi se retiraram para o norte.

### Combates em Lahij
Na província de Lahij, intensos combates eclodiram entre Houthis e combatentes pró-Hadi em 24 de março. No dia seguinte, a Base Aérea de Al Anad, a 60 quilômetros de Áden, foi capturada pelos Houthis e seus aliados. A base havia sido recentemente abandonada pelas tropas do USSOCOM dos Estados Unidos. O ministro da Defesa Mahmoud al-Subaihi, um dos principais assessores de Hadi, foi capturado pelos Houthis em Al Houta e transferido para Saná. Os combatentes houthis também avançaram para Dar Saad, uma pequena cidade, a 20 km ao norte de Áden.
Em 26 de março, depois de confrontos eclodirem em Áden, os partidários de Hadi contra-atacaram enquanto uma intervenção militar estava em curso. A artilharia bombardeou a Base Aérea de Al Anad, forçando alguns dos seus ocupantes houthis a fugirem da área. Os ataques aéreos sauditas também atingiram Al Anad. Apesar dos ataques aéreos, no entanto, a ofensiva para o sul continuou.

## Combates atingem Áden
Em Áden, oficiais militares afirmaram que milícias e unidades militares leais a Hadi haviam "fragmentado" em 25 de março, acelerando o avanço dos rebeldes. Eles disseram que os rebeldes estavam lutando contra as tropas de Hadi em cinco frentes diferentes. O Aeroporto Internacional de Áden suspendeu todos os voos.
Os combates alcançaram os subúrbios de Áden em 25 de março, com as tropas pró-Saleh assumindo o Aeroporto Internacional de Áden e confrontos irrompendo em uma base do exército. Hadi supostamente fugiu de sua "capital temporária" por barco uma vez que os distúrbios pioraram. No dia seguinte, ele ressurgiu na capital saudita, Riade, onde chegou de avião e foi recebido pelo príncipe saudita Mohammad bin Salman Al Saud.
Nos dias seguintes, os Houthis e as forças aliadas do exército cercaram Áden  e encurralaram os redutos de Hadi, embora encontrassem feroz resistência pelos partidários aguerridos do presidente e moradores da cidade armados. Eles começaram a pressionar o centro da cidade em 29 de março, apesar de ataques aéreos da coalizão e do bombardeio de navios de guerra da marinha egípcia pelo mar. Em 2 de abril, o palácio presidencial caiu para os Houthis, e os combates se moveram para os distritos de Crater e de Al Mualla.

## Outras campanhas

### Abyan
Os Houthis acumularam uma série de vitórias na província de Abyan no leste de Áden nos dias seguintes a sua entrada na capital provisória de Hadi, assumindo o controle de Shuqrah e Zinjibar na costa e ganhando a fidelidade de uma brigada do exército local, mas também encontraram resistência dos brigadeiros do exército pró-Hadi e de militantes da al Qaeda na Península Árabe.

### Hadramaute
A al Qaeda na Península Arábica assumiu o controle de Mucala no leste da província de Hadramaute em 2 de abril, expulsando soldados que defendiam a cidade com morteiros e libertando cerca de 300 detentos da prisão, incluindo um líder local da al-Qaeda. Combatentes tribais locais alinhados com Hadi cercaram e entraram em Mucala, dois dias depois, retomando partes da cidade e entrando em confronto com os militantes da al-Qaeda e tropas do exército. No entanto, os militantes permaneceram no controle de cerca de metade da cidade. Além disso, os combatentes da al-Qaeda capturaram um posto de fronteira com a Arábia Saudita, em um ataque que matou dois soldados.
Em 9 de abril, a al Qaeda capturou a cidade de al-Siddha, que havia sido mantida pelos houthis por dois meses anteriores.

### Lahij
Apesar dos houthis assumirem o controle de Lahij no caminho para Áden, a resistência continuou na província de Lahij . Emboscadas e atentados atingiram as linhas de abastecimento dos houthis para a frente de Áden, com uma mina terrestre matando 25 combatentes houthis a caminho de Áden, em 28 de março.

### Shabwah
Combates também centralizaram na província de Shabwa, na região rica em petróleo de Usaylan, onde a al-Qaeda na Península Arábica (AQPA) e o Ansar al-Sharia tem influência. Em 29 de março, 38 foram mortos em confrontos entre os houthis e membros de tribos sunitas. Fontes tribais confirmaram o número de mortos, e reivindicaram que apenas oito deles estavam do seu lado, com os outros 30 sendo houthis ou seus aliados das forças armadas iemenita.
Em 9 de abril, os houthis e seus aliados tomaram a capital provincial de Ataq. A tomada foi facilitada por chefes tribais locais e oficiais de segurança.

### Outros lugares
Na província de Marib, seis membros de tribos sunitas foram mortos durante os combates contra os houthis em 22 de março. No dia seguinte, 15 houthis e 5 membros de tribos foram mortos em confrontos na província de Al Bayda.
Membros de tribos armadas expulsaram os houthis que haviam criado um campo improvisado no sul da província de Ibb e tomaram suas armas em 7 de abril.

## Intervenção militar

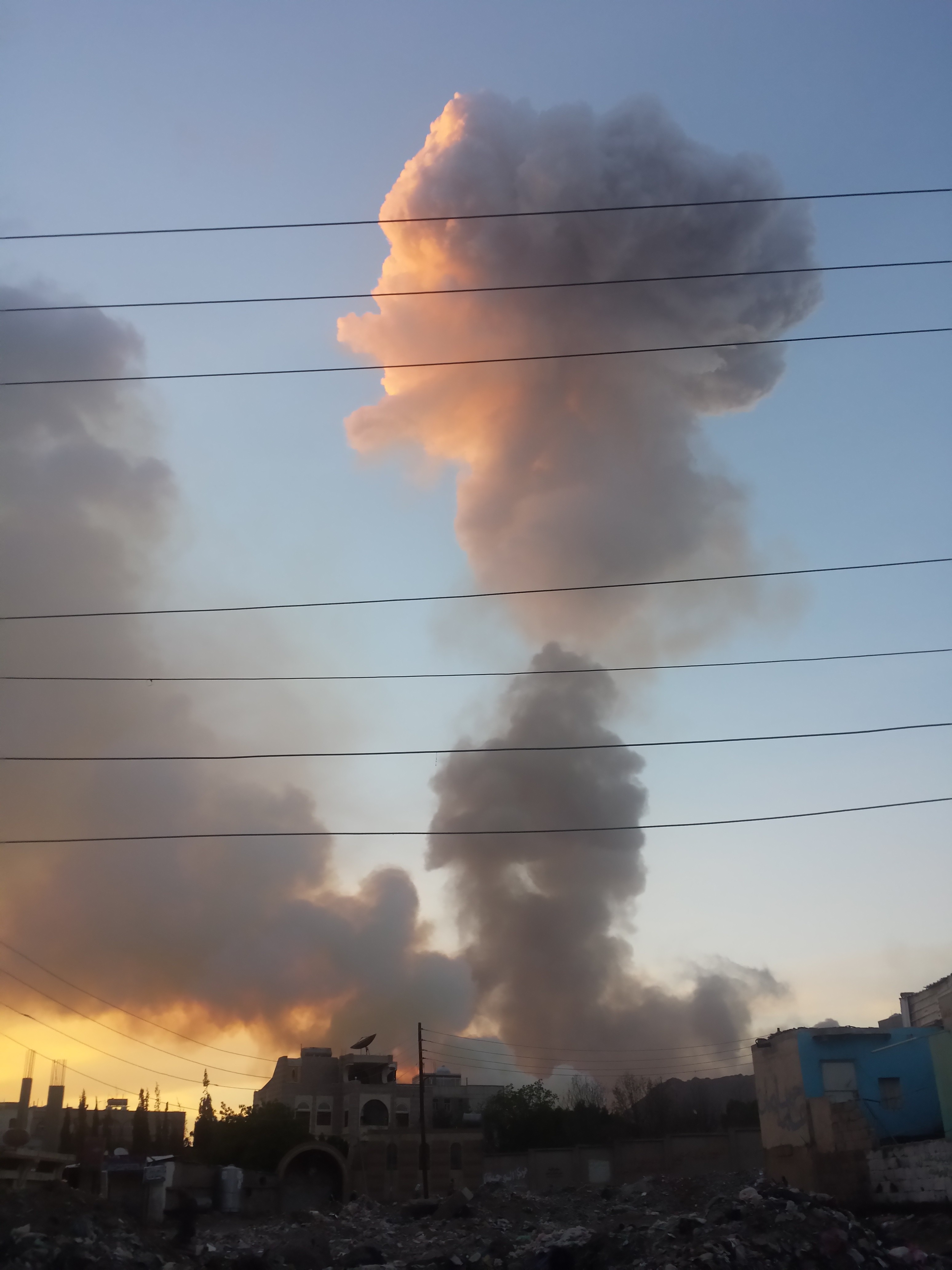
Explosão causada por um bombardeio da coalizão na cidade de Sana'a, em maio de 2015.

Em resposta a rumores de que a Arábia Saudita poderia intervir no Iêmen, o comandante houthi Ali al-Shami se gabou em 24 de março que suas forças vão invadir o reino e não parariam em Meca, mas sim em Riade.
Na noite seguinte, a Arábia Saudita começou uma intervenção militar juntamente com outros oito países árabes e com o apoio logístico dos Estados Unidos contra os Houthis, bombardeando posições ao longo de Saná. Em uma declaração conjunta, as nações do Conselho de Cooperação do Golfo (com exceção de Omã) afirmaram que decidiram intervir contra os houthis no Iêmen, a pedido do governo de Hadi. O Rei Salman da Arábia Saudita declarou a Força Aérea da Arábia Saudita estava em pleno controle do espaço aéreo iemenita poucas horas depois da operação começar. Os ataques aéreos visavam impedir avanço dos houthis em direção aos redutos de Hadi no sul do Iêmen.
A Al Jazeera informou que Mohammed Ali al-Houthi, um comandante houthi nomeado em fevereiro como presidente do Comitê Revolucionário, foi ferido por um ataque aéreo em Saná na primeira noite da campanha.
De acordo com a Reuters, os aviões do Egito, Marrocos, Jordânia, Sudão, Kuwait, Emirados Árabes Unidos, Qatar, e Bahrain também participam na operação. O Irã condenou os ataques aéreos liderados pelos sauditas e pediu o fim imediato de ataques ao Iêmen. A Arábia Saudita pediu que o Paquistão enviasse forças também, porém o Parlamento do Paquistão votou oficialmente por permanecer neutro.
Em 21 de abril de 2015, a Arábia Saudita anunciou que encerraria suas missões de combate no Iêmen, afirmando que seus objetivos de garantir a segurança da península já haviam sido alcançados. A Coalizão regional afirmou que substituiria as operações militares por esforços de paz através meio de ações políticas e sociais, mas não descartaram novos bombardeios aéreos (ou até o uso de tropas terrestres) no futuro. A nova missão foi batizada de Operação Restaurando Esperança (em árabe: عملية إعادة الأمل). Os combates no Iêmen continuaram, apesar destes eventos.

### Liga Árabe
No Egito, o ministro das Relações Exteriores iemenita apelou para uma intervenção militar da Liga Árabe contra os houthis. O presidente egípcio, Abdel Fattah al-Sisi lançou a ideia de uma força militar unificada.
A Liga Árabe anunciou a formação de uma força militar unificada para responder ao conflito no Iêmen e na Líbia.

### Ataques de drones
Desde meados dos anos 2000, os Estados Unidos tem realizado assassinatos planejados de militantes e ideólogos jihadistas no Iêmen, embora governo dos Estados Unidos geralmente não confirme envolvimento em ataques específicos conduzidos por veículos aéreos não tripulados como uma questão de política.
Durante a guerra civil no Iêmen, ataques aéreos continuaram, alvejando líderes procurados da Al Qaeda na Península Arábica. Ibrahim al-Rubeish e Nasser bin Ali al-Ansi, duas importantes figuras da AQPA, foram mortos por ataques aéreos dos Estados Unidos nos arredores de Mucala em maio.

### Presença e operações do Estado Islâmico
O Estado Islâmico proclamou várias províncias no Iêmen e exortou seus seguidores a travar uma guerra contra o movimento houthi, bem como contra os zaiditas em geral. Seus militantes realizaram ataques a bomba em várias partes do país, particularmente contra mesquitas em Saná.
Em 6 de outubro de 2015, militantes do Estado Islâmico realizaram uma série de atentados suicidas em Aden, que matara 15 soldados associados com o governo Hadi e a coalizão liderada pelos sauditas. Os ataques foram dirigidos contra o hotel al-Qasr, que tinha sido uma sede para as autoridades pró-Hadi, e também instalações militares. Antes da reivindicação de responsabilidade pelo Estado Islâmico, oficiais dos Emirados Árabes Unidos atribuíram os danos aos foguetes disparados por forças leais ao houthis e a Ali Abdullah Saleh.

## Trégua de Maio
Um cessar-fogo de cinco dias proposto pela Arábia Saudita foi aceite pelos houthis e seus aliados nas forças armadas em 10 de maio. O cessar-fogo era destinado a permitir o fornecimento de ajuda humanitária para o país.  A trégua temporária começou na noite de 12 de maio para permitir a entrega de alimentos, água, assistência médica e auxílio de combustível em todo o país.

## Situação humanitária

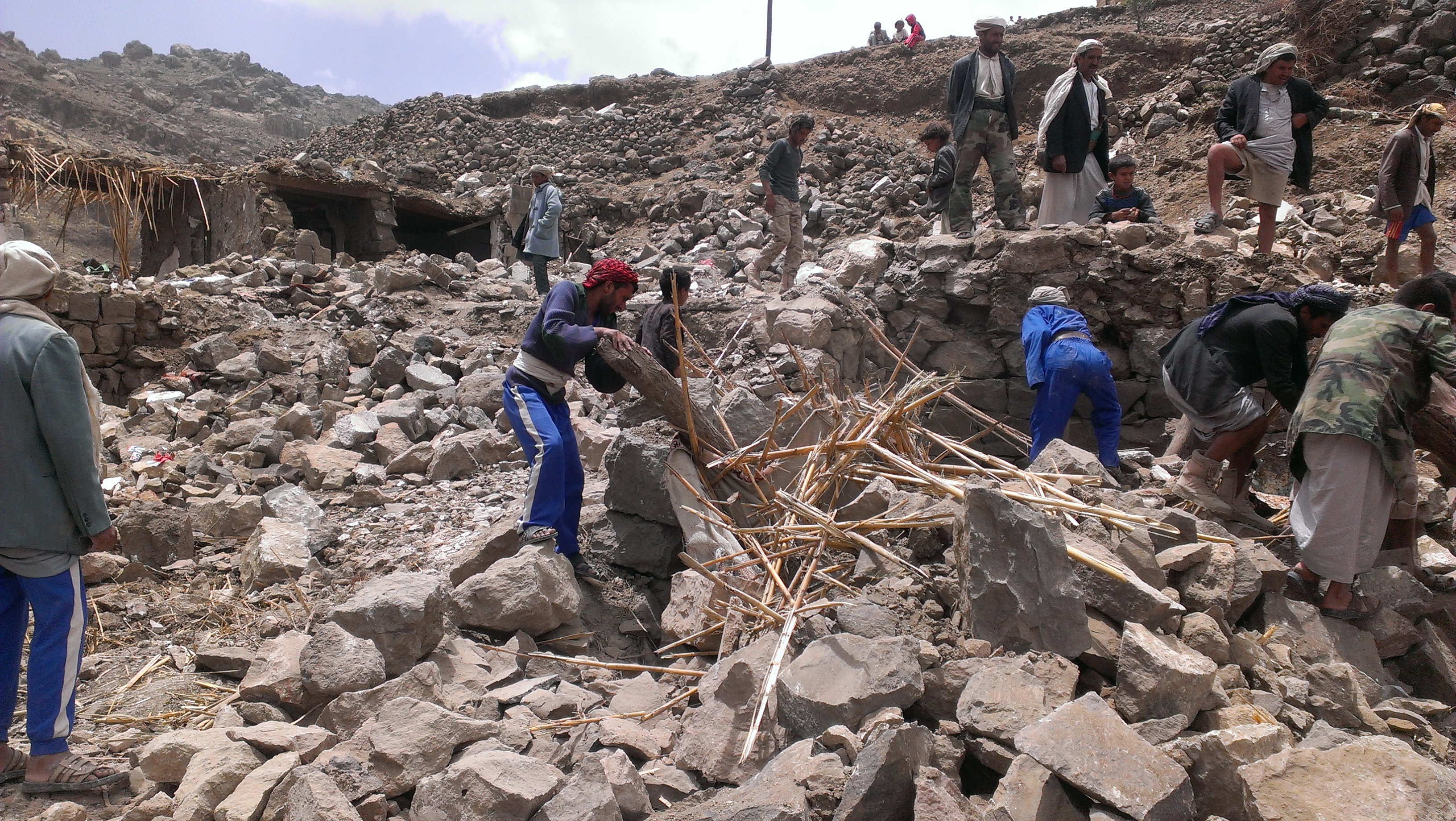
Um vilarejo iemenita destruído.

A CNN informou em 8 de abril que quase 10,160 milhões de iemenitas foram privados de água, comida e eletricidade como resultado do conflito. O relatório também acrescentado por fontes de funcionários da UNICEF no Iêmen informou que dentro de 15 dias cerca de 100 000 pessoas em todo o país foram deslocadas, enquanto Oxfam afirma que mais de 10 milhões de iemenitas não têm o que comer, além de 850 mil crianças quase famintas. Mais de 13 milhões de civis ficaram sem acesso à água potável.
Um barco de ajuda médica trouxe 2,5 toneladas de medicamentos para Áden em 8 de abril. Um avião da UNICEF carregado com dezesseis toneladas de suprimentos pousou em Sana em 10 de abril.
As Nações Unidas anunciaram em 19 de abril que a Arábia Saudita prometeu fornecer 273 700 mil dólares americanos em ajuda humanitária de emergência para o Iêmen. A ONU apelou para a ajuda, dizendo que 7,5 milhões de pessoas foram afetadas pelo conflito e muitos estavam precisando de suprimentos médicos, água potável, comida, abrigo e outras formas de apoio.
Em 12 de maio, a Oxfam alertou que um cessar-fogo humanitário que estava previsto para durar cinco dias não seria suficiente para resolver completamente crise humanitária no Iêmen.

### Acusações de crimes de guerra
De acordo com Farea Al-Muslim, crimes de guerra diretos foram cometidos durante o conflito; por exemplo, um campo de deslocados internos foi atingido por um ataque aéreo saudita, enquanto os houthis têm, por vezes impedido agentes humanitários de prestar auxílio. A ONU e vários grandes grupos de direitos humanos discutiram a possibilidade de que crimes de guerra podem ter sido cometidos pela Arábia Saudita durante a campanha aérea.
A Human Rights Watch (HRW) escreveu que a campanha aérea liderada pelos sauditas, que começou em 26 de março de 2015, tinha "conduzido ataques aéreos em aparente violação das leis de guerra, como o ataque de 30 de março a um campo de deslocados internos em Mazraq, norte do Iêmen, que atingiu um centro médico e um mercado". A HRW também disse que os houthis haviam "implantado forças ilegalmente em áreas densamente povoadas e usaram força excessiva contra manifestantes pacíficos e jornalistas". Além disso, a HRW afirmou que pelo fornecimento de assistência logística e de inteligência para as forças da coalizão "os Estados Unidos podem ter se tornado uma das partes no conflito, criando obrigações sob as leis de guerra". Outros incidentes assinalados pela HRW que foram considerados como "indiscriminados e desproporcionados" ou "em violação das leis de guerra", foram: um ataque em uma fábrica de produtos lácteos no exterior do porto de Hodaida no Mar Vermelho (31 mortes de civis); um ataque que destruiu um armazém de ajuda humanitária da organização de ajuda internacional Oxfam em Saada; o bloqueio do Iêmen pela coalizão liderada pela Arábia Saudita  que afasta o combustível desesperadamente necessário para a sobrevivência da população iemenita.
A Amnesty International afirmou que vários ataques aéreos liderados pelos sauditas, documentados por eles, atingiram cinco áreas densamente povoadas (Sa'dah, Sana, Hodeidah, Hajjah e Ibb), e "suscitam preocupações sobre a conformidade com as normas do direito internacional humanitário". A Amnesty International acrescentou, que de acordo com a sua investigação, pelo menos 139 pessoas, incluindo pelo menos 97 civis (33 das quais eram crianças) foram mortas durante esses ataques, e 460 indivíduos foram feridos (pelo menos 157 dos quais são civis). A HRW também disse que combatentes pró-houthis podem ter cometido crimes de guerra quando duas mulheres foram mortas no Iêmen e agentes humanitários foram detidos durante duas semanas.
Coordenador Humanitário da ONU para o Iêmen, Johannes van der Klaauw, afirmou que os ataques aéreos por parte da coalizão liderada pelos sauditas na cidade de Saada no Iêmen, onde muitos civis foram presos, estavam em violação do direito internacional humanitário, apesar dos apelos para que os civis deixassem a área. Dezenas de civis foram mortos e milhares forçados a fugir de suas casas após a coalizão declarar toda a província um alvo militar, disse ele. Van der Klaauw também afirmou que os ataques da coalizão tinham como alvo escolas e hospitais, em violação do direito internacional
Um grupo de 17 agências humanitárias que trabalham no Iêmen condenaram a intensidade crescente de ataques aéreos no norte do Iêmen, em 8 e 9 de Maio de 2015. O diretor do Save the Children no Iêmen, Edward Santiago, disse que os "ataques indiscriminados após o lançamento de panfletos incitando civis a deixarem Saada levanta preocupações sobre o possível padrão sendo estabelecido em violação do Direito Internacional Humanitário".

### Refugiados
O Djibouti, um pequeno país do leste africano do outro lado do estreito de Bab-el-Mandeb do Iêmen, tem recebido um fluxo de refugiados desde o início da campanha. Os refugiados também fogem do Iêmen para a Somália, chegando pelo mar na Somalilândia e Puntland desde 28 de março. Em 16 de abril de 2015, 2 695 refugiados de 48 nacionalidades foram referidos como tendo fugido para Omã nas últimas duas semanas.